# Kouassi N'Go
Kouassi N'Go, du peuple Baoulé de la Côte d'Ivoire, était le neveu de la reine Yamousso, elle-même grand-tante de Félix Houphouët-Boigny.

## Biographie
Il est détenteur de la chefferie des Akoués. Il est fait chef de canton par les Français.
Lors de la révolte de ces Akouès en 1909, il protège la vie de Simon Maurice, administrateur français de la région de Yamoussoukro et Bouaké, et persuade, avec sa tante la reine Yamousso, les Akouès de renoncer à la guerre. L'administration française érige par la suite à Yamoussoukro un monument à sa mémoire.
Il a été assassiné en 1909 ou 1910.